# Apocheiridium eruditum
Apocheiridium eruditum är en spindeldjursart som beskrevs av Chamberlin 1932. Apocheiridium eruditum ingår i släktet Apocheiridium och familjen dvärgklokrypare. Inga underarter finns listade i Catalogue of Life.